# Johannes Vermeer

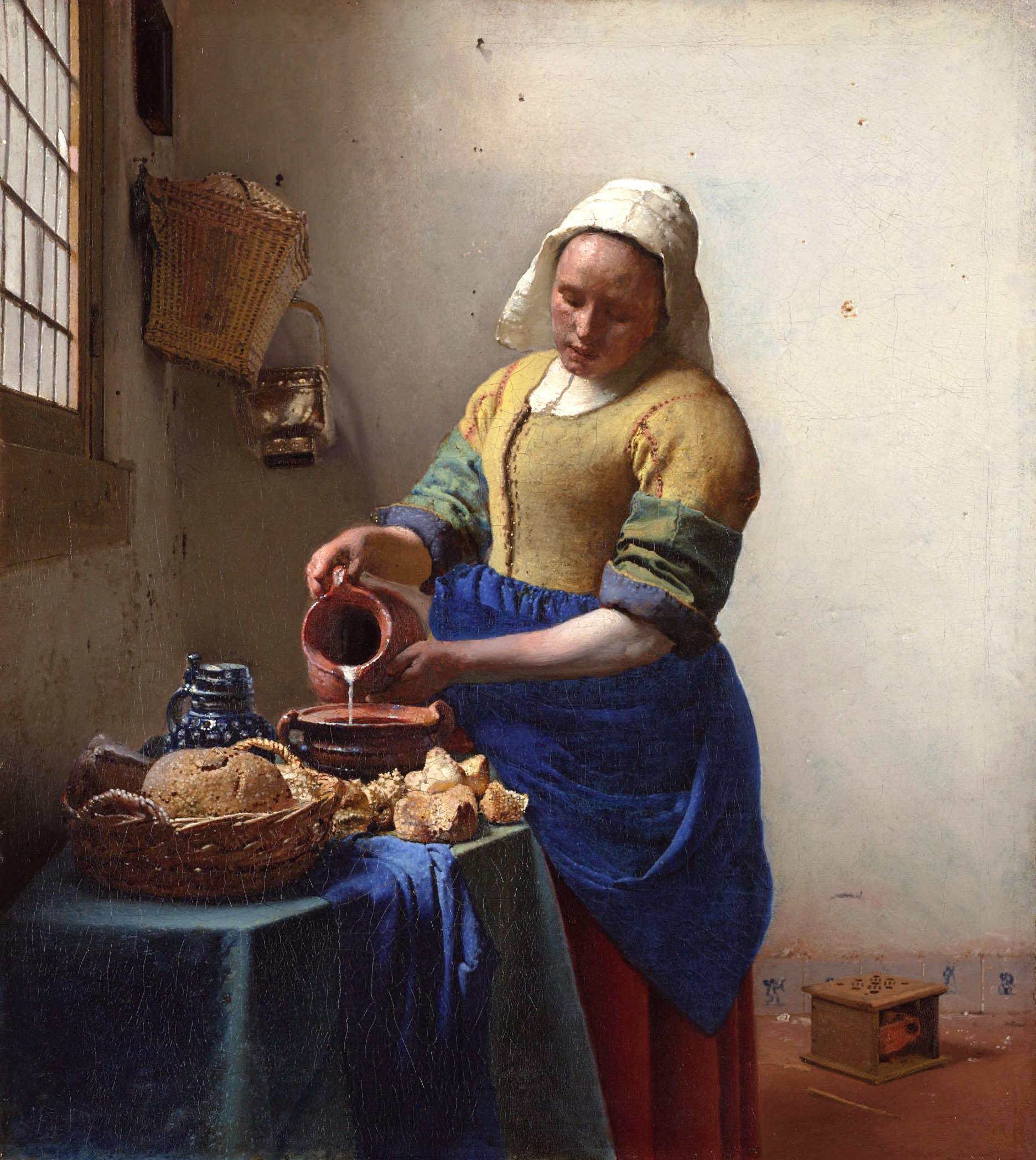
Mjölkjungfrun (målad omkring 1658–60)

Johannes (eller Jan) Vermeer, född i oktober 1632 i Delft i Nederländerna, död 15 december 1675 i Delft, var en nederländsk målare. Han var känd för sina mycket verklighetstroget skildrade vardagsmotiv. Vermeers målning Flicka med pärlörhänge blev filmatiserad 2003.

## Biografi

### Levnad
Johannes Vermeer döptes den 31 oktober 1632 i Nya kyrkan i Delft. Hans far, sidenvävaren Reynier Jansz köpte 1641 huset Mechelen vid Grote Markt, med ett värdshus som han sedan drev tillsammans med försäljning av konst. Fadern var medlem av det lokala Sankt Lukasgillet som konsthandlare. 
Det är inte känt var eller för vem Johannes Vermeer studerade målarkonsten, men det var med någon mästare som var framstående målare av historiska motiv. Inget tyder på att han tillbringade sin lärlingstid i Delft, utan att det snarare var i Amsterdam eller Utrecht. En ofta utpekad möjlig mästare är Abraham Bloemaert i Utrecht. I december 1653 blev Vermeer godkänd som mästermålare av Sankt Lukasgillet i Delft. Han var senare ordförande i gillet under två perioder.
Han gifte sig 1653 med Catharina Bolnes, yngsta dotter till Maria Thins, vid en stilla ceremoni i den lilla staden Schipluiden. Vermeer bekände sig som befolkningsmajoriteten till den reformerta kyrkan, men hade – som det antas under påtryckning av den blivande svärmodern – konverterat till den katolska tron. Paret Vermeer fick 14 barn, varav elva överlevde tidig ålder. 
År 1657 synes Johannes Vermeer ha hittat en mecenat i form av den förmögne Delftköpmannen Pieter Claesz van Ruijven. Han lånade detta år 200 gulden av honom, motsvarande ungefär halva priset på ett genomsnittligt hus i Delft. Van Ruijven anses ha varit Vermeers största kund, som köpt uppemot tjugo av dennes verk. 
Johannes Vermeer begravdes den 16 december 1675 i Oude Kerk i Delft. Han lämnade efter sig en utfattig änka och elva barn, varav tio var minderåriga. Till ansvarig att handha Vermeers dödsbo utsågs Antonie van Leeuwenhoek, vetenskapsman från Delft och uppfinnare av mikroskopet. Efter en petition från Catharina Bolnes till holländska republikens högsta domstol lämnades uppskov gentemot kreditorerna med hänvisning till hennes bekymmersamma ekonomiska ställning till följd av kriget med Frankrike. Maria Thins sökte skydda konstverken från försäljning genom att hävda att den överlåtits av dottern för att reglera ekonomiskt understöd från modern. I mars 1677 såldes konstverken i Johannes Vermeers dödsbo på framtvingad auktion i Sankt Lukasgillets byggnad i Delft.

### Måleri
Johannes Vermeer har lämnat efter sig ett begränsat antal målningar. Det finns idag 34 målningar med säker attribuering och tre som är omtvistade. Dessutom finns anledning att tro att han gjort ytterligare sex verk, som gått förlorade, felaktigt attribuerats till annan konstnär eller kommit undan offentligheten. Som högst uppskattas idag antalet kända, möjliga Vermeer-verk till 37.
Flertalet målningar av Johannes Vermeer är genremålningar i ett litet format både motivmässigt och till formatet. Han började dock sitt konstnärskap med ett antal mer offentliga verk i större format och med religiösa motiv inspirerade av italienska konstnärer som Caravaggio. Målningen Kopplerskan från 1656 betecknar en övergång till målningar i kammarformat och en motivkrets i stillsamt borgerligt liv. En hypotes är att denna övergång påverkats av att Vermeer vid denna tidpunkt hade kommit i kontakt med sin mecenat Pieter van Ruijven.
Vermeer har endast gjort två kända landskaps- eller snarare stadslandskapsbilder, samt sannolikt ytterligare en som är förlorad. Flertalet målningar har som motiv en eller flera kvinnor, som sysselsätter sig med att musicera, läsa eller skriva brev, konversera, syssla med handarbete eller uträttande hushållssysslor i enlighet med tidens rådande ideal för borgerligt stadsliv i den holländska republiken under 1600-talet
Han har inte som många andra samtida holländska målare gjort några egentliga porträtt, vare sig av sig själv, av familjemedlemmar, eller av prominenta personer. Det har diskuterats om hans hustru eller äldsta dotter har varit modell i någon målning, medan det har gjorts troligt att en figur i Kopplerskan enligt tidens sed för den typen av bordellbilder är ett självporträtt.

## Anfäder
|                  |  |  |  |  |  |  |  |                                                         |  |  |  |  |  |  |  | Jan Reynersz (omkring 1565-97) Skräddare                            |
|                  |  |  |  |  |  |  |  |                                                         |  |  |  |  |  |  |  |                                                                     |
|                  |  |  |  |  |  |  |  | Reijner Jansz (1591-1652) Sidenvävare och konsthandlare |  |  |  |  |  |  |  |                                                                     |
|                  |  |  |  |  |  |  |  |                                                         |  |  |  |  |  |  |  |                                                                     |
|                  |  |  |  |  |  |  |  |                                                         |  |  |  |  |  |  |  | Cornelia ('Neeltge') Goris (omkring 1567-1627) second hand-handlare |
|                  |  |  |  |  |  |  |  |                                                         |  |  |  |  |  |  |  |                                                                     |
| Johannes Vermeer |  |  |  |  |  |  |  |                                                         |  |  |  |  |  |  |  |                                                                     |
|                  |  |  |  |  |  |  |  |                                                         |  |  |  |  |  |  |  | Balthasar ('Balten') Claesz Gerrits                                 |
|                  |  |  |  |  |  |  |  |                                                         |  |  |  |  |  |  |  |                                                                     |
|                  |  |  |  |  |  |  |  | Digna Baltens (1595-1670)                               |  |  |  |  |  |  |  |                                                                     |
|                  |  |  |  |  |  |  |  |                                                         |  |  |  |  |  |  |  |                                                                     |
|                  |  |  |  |  |  |  |  |                                                         |  |  |  |  |  |  |  | Beatrix Gerrits Vouck                                               |
|                  |  |  |  |  |  |  |  |                                                         |  |  |  |  |  |  |  |                                                                     |

## Vermeer i kulturen
Föga är känt om Johannes Vermeers och hans familjs privatliv, men den amerikanska författaren Tracy Chevalier har skrivit en berättelse som utgår från målningen Flicka med pärlörhänge och som ganska nära anknyter till det man vet. Denna bok har också varit underlag för en film 2003. Samma år kom en tv-film 'Brush with Fate' där handlingen kretsar kring en okänd (fiktiv) målning "Girl in Hyacinth Blue". Ett avsnitt av barnprogrammet Carmen Sandiego handlar om Vermeers måleri. 
Asteroiden 4928 Vermeer är uppkallad efter honom.

### Förfalskningar
Den nederländske målaren Han van Meegeren ägnade sig från 1937 framgångsrikt åt att förfalska Vermeer. Han tvingades emellertid avslöja sin verksamhet vid en rättegång gällande en Vermeer-målning, som under Nazitysklands ockupation av Nederländerna köpts av Hermann Göring. Han van Meegeren erkände att han förfalskat verket för att slippa straffas för samarbete med fienden.